# Rengalop

rengalop

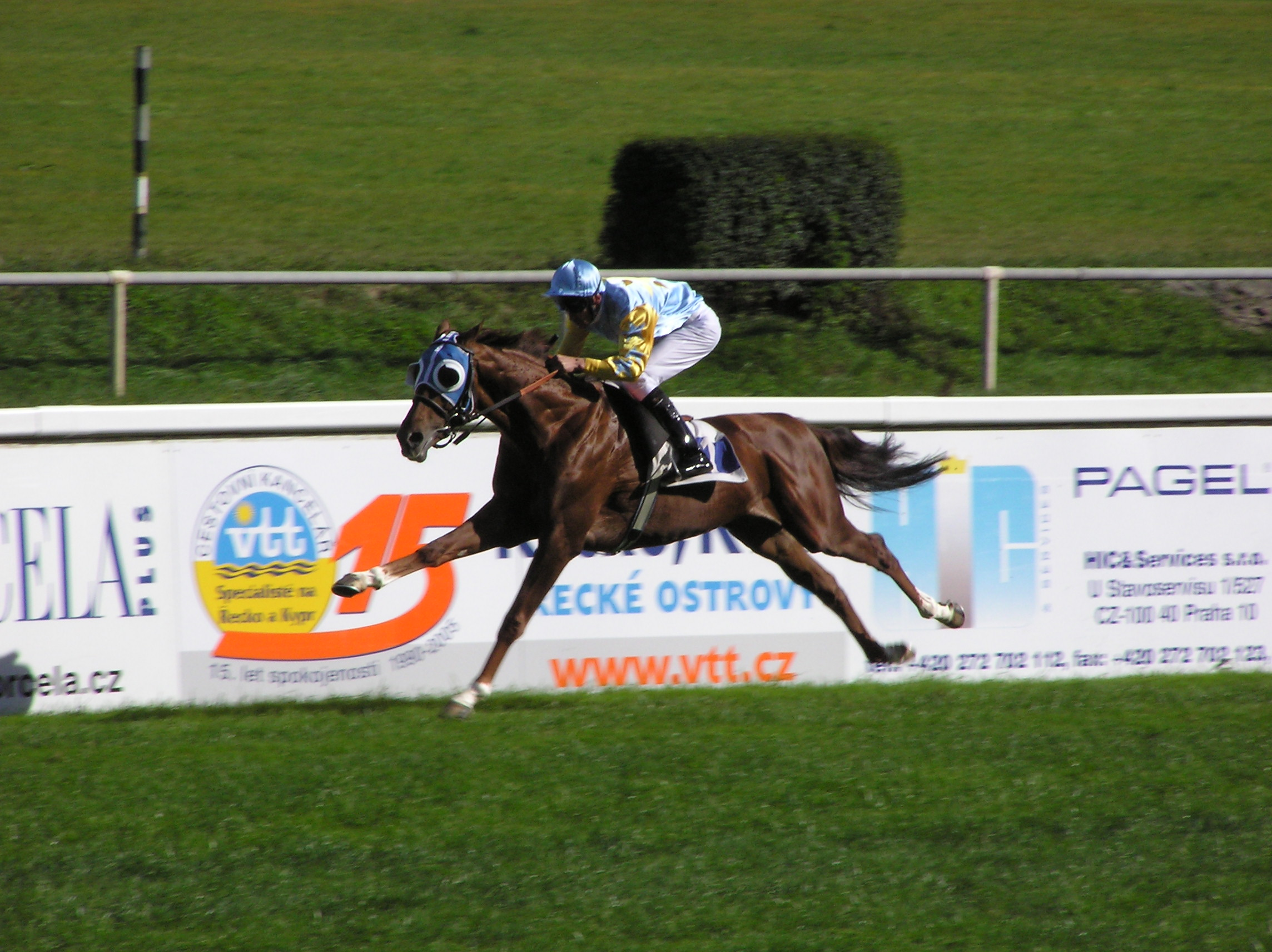
rengalop

De rengalop is een viertelgang van een paardachtige.
De gang is bijna hetzelfde als de gewone galop, alleen tilt het paard ieder been afzonderlijk op. Dat zijn vier bewegingsmomenten waarbij alle vier de hoefslagen onafhankelijk van elkaar te horen zijn (viertact). Bij een gewone galop zijn dat er drie. De rengalop gaat sneller dan de gewone galop. In vluchtsituaties zal een paard of zebra soms van galop naar rengalop gaan. De gang kost een dier veel energie en wordt in de vrije natuur enkel gebruikt in extreme vluchtsituaties.
Als een ruiter op een gedomesticeerd paard de gang wil initiëren dient deze eerst het dier in een gewone galop te brengen. Hierna zal door een lichte aansporing met daarbij een verlichte zit het dier vanzelf in rengalop overgaan. Deze zeer snelle gang wordt enkel buiten beoefend op een uitgestrekt terrein zoals een prairie, een groot aaneengesloten weiland, een lange zandweg of een strand.
Dit is uiteraard de soort galop die wordt gereden tijdens snelheidswedstrijden op de renbaan in de rensport. Paardenrassen als Engelse volbloed en Arabier kunnen in de rengalop hoge snelheden behalen. Deze rassen zijn speciaal gefokt op hun snelheid en uithoudingsvermogen.

## Afbeeldingen

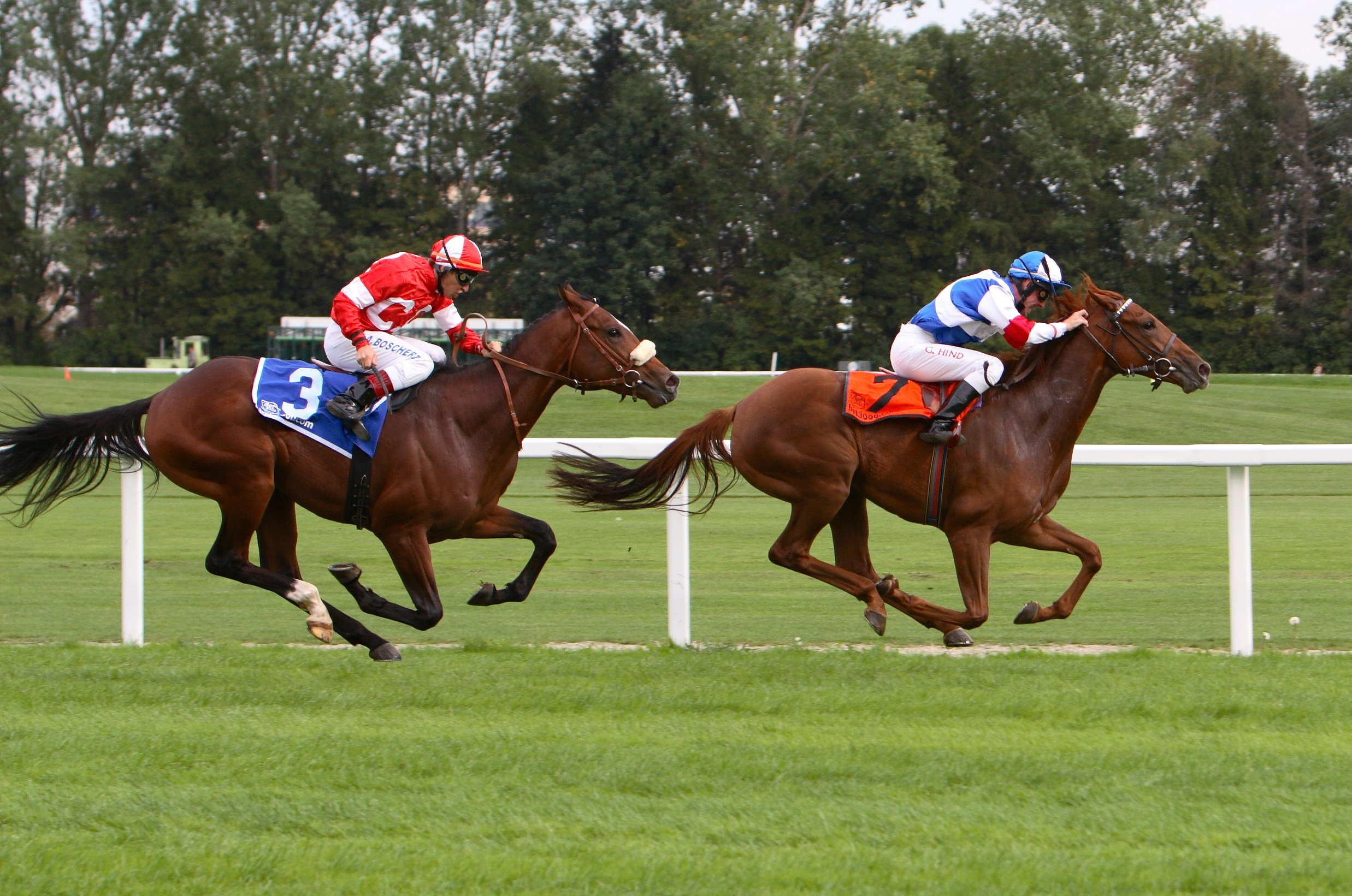
Twee renpaarden in rengalop
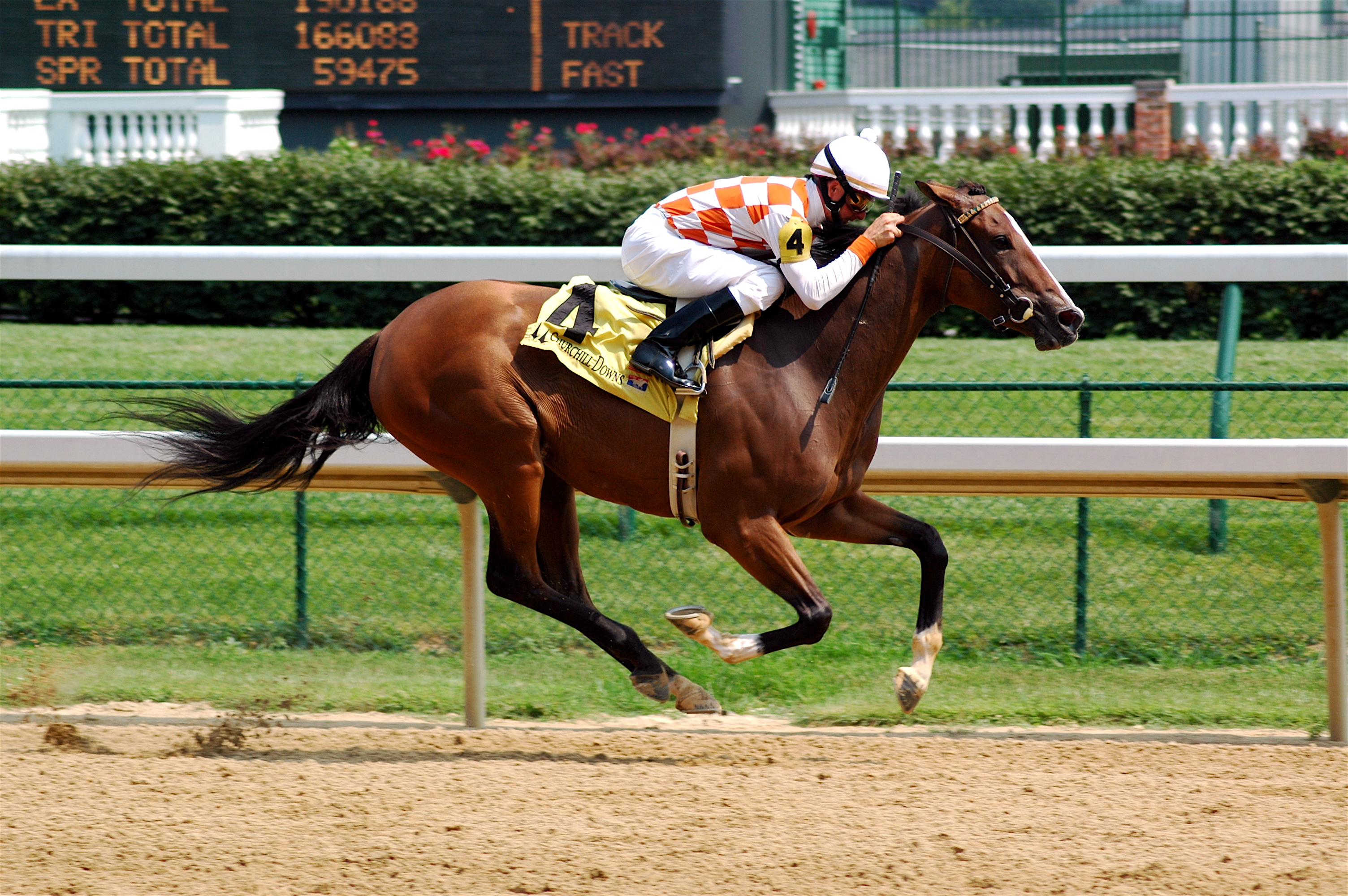
Paard in rengalop op een galoprenbaan
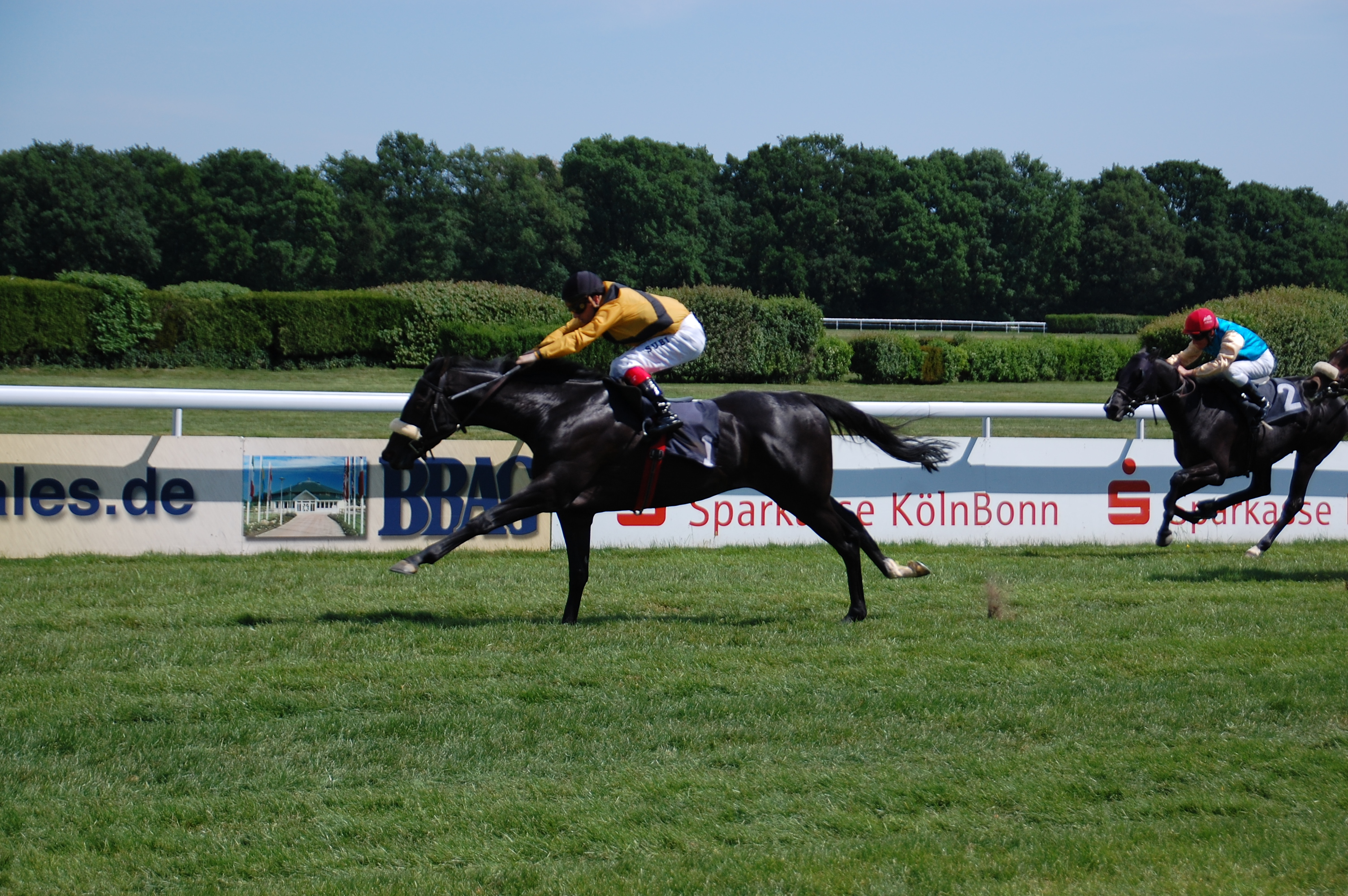
Paarden op een galoprenbaan